# جيرالد فرايد
جيرالد فرايد (بالإنجليزية: Gerald Fried)‏ هو ملحن أمريكي، ولد في 13 فبراير 1928 في البرونكس في الولايات المتحدة.

## وصلات خارجية
- جيرالد فرايد على موقع IMDb (الإنجليزية)
- جيرالد فرايد على موقع ميوزك برينز (الإنجليزية)
- جيرالد فرايد على موقع تيرنر كلاسيك موفيز (الإنجليزية)
- جيرالد فرايد على موقع أول موفي (الإنجليزية)
- جيرالد فرايد على موقع قاعدة بيانات برودواي على الإنترنت (الإنجليزية)
- جيرالد فرايد على موقع ديسكوغز (الإنجليزية)
- جيرالد فرايد على موقع قاعدة بيانات الفيلم (الإنجليزية)